# Madison, South Dakota
Madison är administrativ huvudort i Lake County i South Dakota. Orten har fått sitt namn efter Madison, Wisconsin. Enligt 2010 års folkräkning hade Madison 6 474 invånare. Madison är säte för Dakota State University.